# Иванов, Тихомир
Тихомир Ивайлов Иванов (болг. Тихомир Ивайлов Иванов; род. 11 июля 1994, Плевен) — болгарский легкоатлет, специалист по прыжкам в высоту. Выступает за сборную Болгарии по лёгкой атлетике с 2011 года, победитель Всемирной Универсиады в Неаполе, чемпион Балкан, многократный чемпион Болгарии, призёр ряда крупных международных турниров, участник двух летних Олимпийских игр.

## Биография
Тихомир Иванов родился 11 июля 1994 года в Плевене, Болгария.
Впервые заявил о себе на международном уровне в сезоне 2011 года, когда вошёл в состав болгарской сборной и выступил на Европейском юношеском Олимпийском фестивале в Трабзоне, где в зачёте прыжков в высоту стал седьмым.
В 2013 году в той же дисциплине занял 12-е место на юниорском европейском первенстве в Риети.
В 2014 году среди прочего одержал победу на чемпионате Балкан в Питешти, показал шестой результат на взрослом чемпионате Европы в Цюрихе.
В 2015 году выступил на чемпионате Европы в помещении в Праге, впервые стал чемпионом Болгарии в прыжках в высоту, занял седьмое место на молодёжном европейском первенстве в Таллине.
В 2016 году был пятым на чемпионате Европы в Амстердаме. Выполнив олимпийский квалификационный норматив (2,29), удостоился права защищать честь страны на летних Олимпийских играх в Рио-де-Жанейро — в финале прыгнул на 2,29 метра, закрыв десятку сильнейших.
В 2017 году прыгал в высоту на чемпионате Европы в помещении в Белграде, где стал четвёртым, и на чемпионате мира в Лондоне, где в финале досрочно завершил выступление. В этом сезоне установил свои личные рекорды в помещении и на открытом стадионе — 2,28 и 2,31 соответственно.
В 2018 году был девятым на чемпионате мира в помещении в Бирмингеме.
В 2019 году стал четвёртым на чемпионате Европы в помещении в Глазго, превзошёл всех соперников на Всемирной Универсиаде в Неаполе, выступил на чемпионате мира в Дохе.
В 2021 году отметился выступлением на чемпионате Европы в помещении в Торуне, принимал участие в Олимпийских играх в Токио — на предварительном квалификационном этапе взял высоту в 2,17 метра, чего оказалось недостаточно для выхода в финал.
В 2022 году занял восьмое место на чемпионате Европы в Мюнхене.
В 2023 году показал девятый результат на чемпионате Европы в помещении в Стамбуле, выступил на чемпионате мира в Будапеште.